# Vender

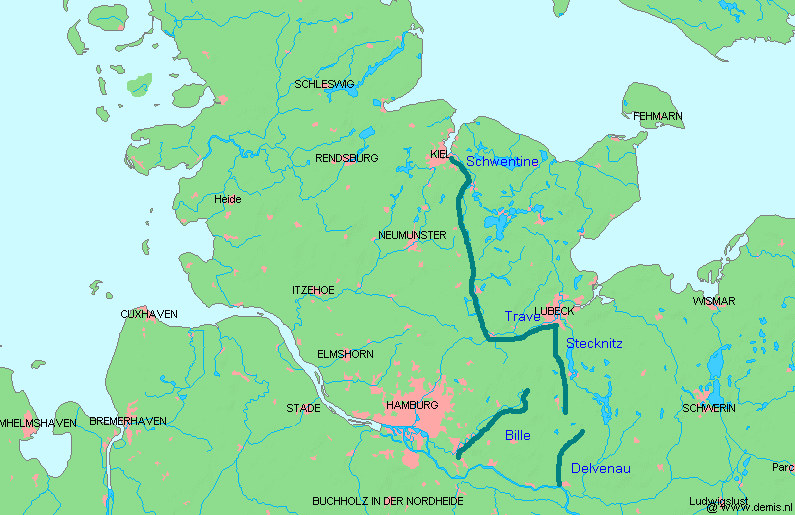
Gränsen Limes Saxoniae mellan saxare och obotriter, tillkommen omkring 810 i nuvarande Schleswig-Holstein

Vender var västslaviska folk som under medeltiden befolkade Vendland (Pommern) söder om Östersjön. Ordet vender (tyska "Wenden") var en kollektiv germansk benämning på slaverna i området och motsvarar inte en tydlig folkgrupp. Slaverna själva har annan terminologi, t.ex. polabiska slaver (polska: Słowianie połabscy), dvs "slaver vid Labe/Elbe". Venderna delades vanligen upp i obotriter, liutizer, heveller, raner, kasjuber och sorber. Endast de kasjubiska och sorbiska språken är levande idag.
Venderna expanderade in i Pommern med början under Folkvandringstiden och dominerade Vendland under perioden 500–1000 e.Kr. De flesta folkgrupperna var löst sammanslutna, men längst i väster bildade obotriterna organiserade furstendömen. På 800-talet och 900-talet gjorde Frankerriket (Karl den store) och tyska kungar (Henrik I av Sachsen och Otto den store) försök att underkuva venderna. Vid ett slag år 983 slogs dessa försök tillbaka av venderna. Under 1100-talet utförde danskarna framgångsrika invasioner (Vendiska korståget) under ledning av Valdemar den store och Knut VI av Danmark. Från 1200-talet blev tyska furstar ledande i expansionen (Ostsiedlung) mot venderna, som med tiden helt underkuvades och till stor del blev assimilerade i den tyska och preussiska befolkningen.

## Tidig historia
Västslaverna assimilerade de germaner som inte gav sig av i samband med folkvandringarna. De tyska grannarna kallade folket för vender, precis som den tidigare icke-slaviska befolkningen öster om Elbe. Dessa hittills homogena västslaver delade upp sig i en rad små stammar. Några av dem förenade sig till större hövdingadömen.
Relationerna mellan vender och andra folk varierade. Fredliga perioder med handel avlöstes av krig. De danska vikingarna ingick talrika äktenskap, inte minst på furstenivå, med obotriter och andra vender. Danmark var också tidvis allierat med obotriterna. Pomoranerna uppträdde däremot som sjörövare i Östersjön. Saxo Grammaticus nämner att pomoranska vender deltog i slaget vid Bråvalla på danskarnas sida. En vikingatida fästning, Jomsborg, där Jomsvikingarna höll till, var belägen i det vendiska Pommern.

## Nederlag
Det tysk-romerska riket upprättade kristen mission, tyska kolonier och tyska administrativa enheter öster om Elbe. Venderna satte sig till motvärn och ett uppror 983 hejdade den tyska framryckningen för ett par sekler. Trycket från grannländerna var dock stort. Polska invasioner, danska härjningar och tysk-romerska försök att utvidga sina gränser ökade trycket. År 1068/1069 intog och förstörde en tysk expedition Rethra, ett av Vendernas viktigaste tempel. Efter det blev Arkona det viktigaste religiösa centret. Åren 1124 och 1128 döptes pomoranerna och en del av liutizerna. Det första Vendiska korståget mot slaverna ägde rum 1147, med danskar och sachsare i spetsen.
Ett av de nordiska korstågen, år 1168, riktades mot ranerna i avsikt att kristna landet. Det leddes av Valdemar den store och Absalon Hvide från Danmark. Man lyckades inta och förstöra tempelfästningen Jaromarsburg och rev ner statyn av den vendiska guden Svantevit. I och med ranernas kapitulation hade de sista självständiga venderna besegrats av omgivande kristna feodalmakter.
Från tysk sida motiverades korstågen inte enbart av önskan att sprida kristendomen. Man traktade också efter odlingsjord. Från 1100–1300-talet strömmade tyska kolonister över Elbe och förvandlade landet från vendiskt till tyskt. Det var adelsmän och kloster som skaffade bönder till sina nya gods. Det krigshärjade och delvis folktomma landet behövde nya inbyggare, och stora skogar och fält kunde nyodlas. Även städer grundlades.
Kolonisationen leddes planmässigt. Fogdar, som avlönades med frigårdar eller räntor, värvade folk att besätta slavernas öde gårdar eller uppta nyodlingar mot åtnjutande av vissa frihetsår och därefter en bestämd fast avgift. Inom loppet av få år hade landet fått ett helt och hållet förändrat utseende. Venderna, som inte fick bo i de nya städerna, försvann snart även på landsbygden. De höll sig endast på några få orter i tätare bestånd (ofta som fiskare) och vek överallt tillbaka för tyskarna.

## Förtyskning
Den vendiska befolkningen förtyskades gradvis. De högre stånden assimilerades snabbt, allmogen uppgick långsammare i det tyska folket. Gamla tekniska uttryck bevarades för lantbefolkningen (för de livegna smurden, för de beridna mithasen, för byarnas äldste suwanen, för jordräntan zip) men språk och särmärken trängdes oupphörligt tillbaka och resterna utplånades snart. I Anhalt blev det "vendiska" språket förbjudet vid domstolarna 1293, i Altenburg, Leipzig och Zwickau 1327, i Meissen först 1424. Kyrkan främjade germaniseringen, med några få undantag. Biskopen av Meissen förordnade exempelvis år 1490 att kyrkoherdar som inte kunde vendiska skulle hålla sig med vendiska kaplaner, och annars förlora sina gäll. Biskopen var själv polack till börden.
Martin Luther talade ännu på 1500-talet om de vendiskspråkiga bönderna i trakten kring Wittenberg. Delar av kasjuberna och sorberna fortlevde dock som etniska minoriteter. Det polabiska språket överlevde till början av 1800-talet i Niedersachsen. De historiska folkförflyttningarna och germanska koloniseringarna har gjort att endast två folkspillror av moderna vendiskättade folk finns kvar idag, nämligen sorberna i sydöstra delen av det forna Östtyskland och kasjuberna i norra Polen. 
Många geografiska och en del släktnamn vittnar ännu om slaviskt ursprung. Till exempel Berlin är ett vendiskt namn. Några platser, som Starigrad och Bucu, döptes dock om till Oldenburg och Lübeck. Även skenbart tyska namn, till exempel Wittstock, Müllrose, Kuhschwanz och Rosswurst, är egentligen förtyskningar av slaviska: Wysoka (hög), Miloras, Chotibond, Ratibor och så vidare. Hertigarna av Mecklenburg, Rügen och Pommern hade vendiska förfäder.
I samband med korstågstiden uppkom starka etniska motsättningar mellan tyskar och andra folk i det tyska riket. Venderna trängdes undan från den bättre odlingsjorden och kom i städerna att bo i gettoliknande förstäder. De uteslöts från hantverksskråna och 1409 förmenades de rätten att bli stadsborgare. De uppfattades som lantliga och som en kvarleva från en tid som passerat dem. Stigmatiseringen medverkade till att deras etniska identitet upplöstes.

## Venderna i eftervärlden
Sveriges kung Gustav Vasa tillskrev sig själv titeln Vendes konung. Hans efterföljare bar denna titel till och med Gustaf VI Adolf.